# Pauline Tinsley
Pauline Cecilia Tinsley (Wigan, 27 marzo 1928 – 10 maggio 2021) è stata un soprano britannico.

## Biografia
Pauline Tinsley nacque a Wigan, figlia di William Tinsley ed Esther Tonge. Studiò canto alla Northern School of Music di Manchester e poi all'Opera School di Londra, specializzandosi sotto la supervisione di Eva Turner, con cui poi si preparò per i ruoli di Aida e Turandot.
La Tinsley fece il suo esordio professionale nel 1961 cantando Desdemona nell'Otello di Rossini alla St Pancras Town Hall e nella prima parta della sua carriera interpretò ruoli da soprano leggero come la regina della notte ne Il flauto magico, Despina in Così Fan Tutte, Romilda in Serse e Donna Anna nel Don Giovanni. Ottenne un primo successo nel 1962 quando Charles Groves la volle come Susanna ne Le nozze di Figaro per la Welsh National Opera, dove cantò anche nella stagione seguente aggiungendo anche il ruolo di Elsa in Lohengrin nel suo repertorio. Fece il suo debutto alla Royal Opera House nel 1965 come sorvegliante nell'Elettra e vi tornò sei anni dopo come Amelia in Un ballo in maschera. Successivamente fu invitata ancora a Covent Garden per cantare il ruolo di Santuzza in Cavalleria Rusticana con Placido Domingo (1975), Madre Marie in Dialogues des Carmélites, Lady Billows in Albert Herring e diversi ruoli della tetralogia wagneriana dell'Anello del Nibelungo.
Si affermò come uno dei maggiori soprani drammatici britannici del secondo novecento grazie alle sue apprezzate interpretazioni di ruoli di Wagner, Strauss e Verdi con la Welsh National Opera e l'English National Opera. Nel 1972 fu Elisabetta I nella Maria Stuarda alla New York City Opera con Beverly Sills e ottenne un grande successo nel 1978 con la sua Elettra per la Welsh National Opera, una parte che tornò a cantare in diverse occasioni sia in Europa sia negli Stati Uniti. Dopo aver cantato per la prima volta al London Coliseum nella stagione 1973/1974 con Maria Stuarda, la Tinsley vi fece ritorno quindici anni più tardi come Strega in Hansel e Gretel e l'anno successivo ottenne vasti consensi per la sua Kabanicha in Káťa Kabanová, sempre con l'English National Opera. Tra la fine degli anni sessanta e gli anni settanta cantò molti dei grandi ruoli del repertorio drammatico, tra cui Leonora ne La forza del Destino, Leonore nel Fidelio, Abigaille nel Nabucco, Aida, Turandot, Lady Macbeth in Macbeth e Kostelnička in Jenůfa con la WNO, cantando anche con la Scottish Opera, l'Opera North e altre compagnie britanniche.
Fu sposata con George Neighbour dagli anni sessanta alla morte dell'uomo e la coppia ha avuto due figli, John e Julia Neighbour. Pauline Tinsley è morta a novantatré anni nel maggio 2021.